# بخش مرکزی شهرستان سرخس
بخش مرکزی شهرستان سرخس یکی از بخش‌های شهرستان سرخس در استان خراسان رضوی ایران است.

## تقسیمات کشوری
بخش سرخس تا سال ۱۳۶۸ یکی از بخش‌های شهرستان مشهد بود. با تأسیس شهرستان سرخس بر اساس مصوبهٔ هیئت وزیران در تاریخ ۲۱ تیر ۱۳۶۸، نام این بخش به بخش مرکزی شهرستان سرخس تغییر یافت. در حال حاضر، این بخش شامل سه دهستان و یک شهر است:
- دهستان تجن
- دهستان خانگیران
- دهستان سرخس
- شهر: سرخس

## جمعیت
بنابر سرشماری مرکز آمار ایران، جمعیت بخش مرکزی شهرستان سرخس در سال ۱۳۹۰ برابر با ۷۴٬۷۹۶ نفر (۱۹٬۶۱۵ خانوار) بوده است.